# ガッリッキオ
ガッリッキオ（イタリア語: Gallicchio）は、イタリア共和国バジリカータ州ポテンツァ県にある、人口約900人の基礎自治体（コムーネ）。

## 地理

### 位置・広がり

#### 隣接コムーネ
隣接するコムーネは以下の通り。
- アルメント
- グアルディア・ペルティカーラ
- ミッサネッロ
- ロッカノーヴァ
- サン・キーリコ・ラパーロ
- サン・マルティーノ・ダグリ